# Gentianella amarella
Gentianella amarella е вид двугодишно растение от семейство Тинтявови (Gentianaceae).
Цъфти между юли и септември.

## Разпространение
Видът е разпространен в цяла Северна Европа, и често може да се види сред трева, в богати на варовик почви.